# Tawosret
Tawosret was de achtste en laatste farao uit de 19e dynastie van Egypte (Nieuwe Rijk). Haar naam betekent: "machtige vrouwe, gekozen door Moet", haar tweede naam luidt: "dochter van Ra, geliefd door Amon". Dit duidt op de zeer invloedrijke functie met de titel van godsvrouw van Amon, de opperpriesteres die aan het hoofd van de tempelactiviteiten stond, en samen met de farao de dagelijkse rituelen vervulde. 

## Biografie
Tawosret was een dochter van farao Merenptah en Tachat (die een dochter van farao Ramses II en -vermoedelijk- Henoetmire was). Na de dood van haar echtgenoot Seti II werd zij de regentes van zijn opvolger Siptah, die een pleegzoon van haar was. Na de dood van Siptah werd zij zijn opvolger.
De erfopvolging was een probleem, zij had een conflict met Sethnacht. Met Sethnacht werd er een nieuwe dynastie gestart. Waarschijnlijk wilde zij haar eigen kinderen op de troon zetten. Het was ook een tijd van anarchie, dus de bronnen zijn wat vaag hierover.
De koningin heeft volgens Manetho zeven jaar geregeerd, hierin zit ook zes jaar in van Siptah. Uiteindelijk heeft zij twee jaar geregeerd. De mummie van de koningin is ontdekt door Theodore M. Davis in de cache in Deir el-Bahari. Een andere mummie gevonden in Graf DK 35 zou ook haar mummie kunnen zijn, daarover wordt nog getwist.